# Banastás
Banastás (en aragonés Banastars) es una localidad y municipio de la provincia de Huesca, en la comunidad autónoma de Aragón (España).

## Geografía

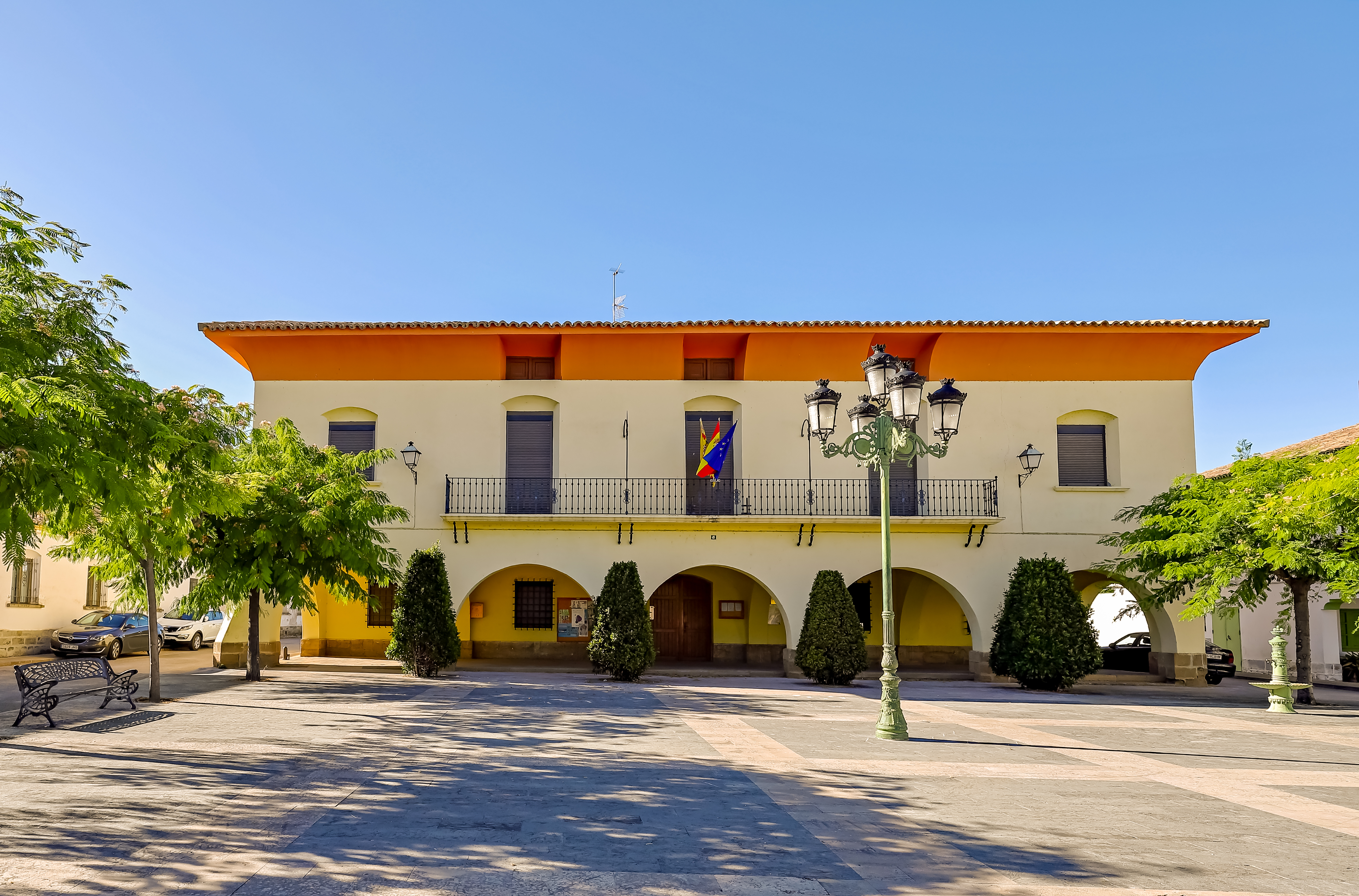
Ayuntamiento

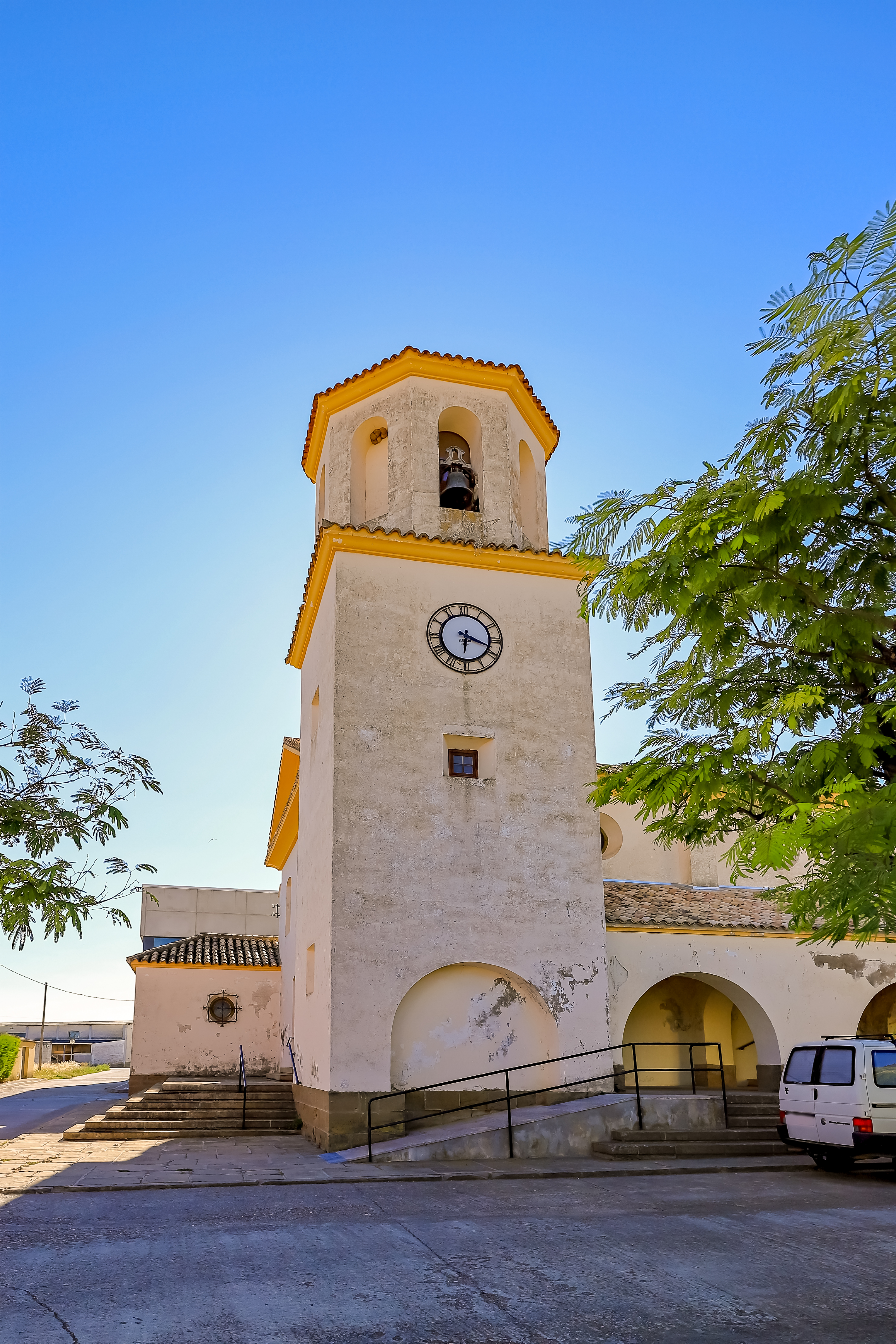
Iglesia de San Andrés

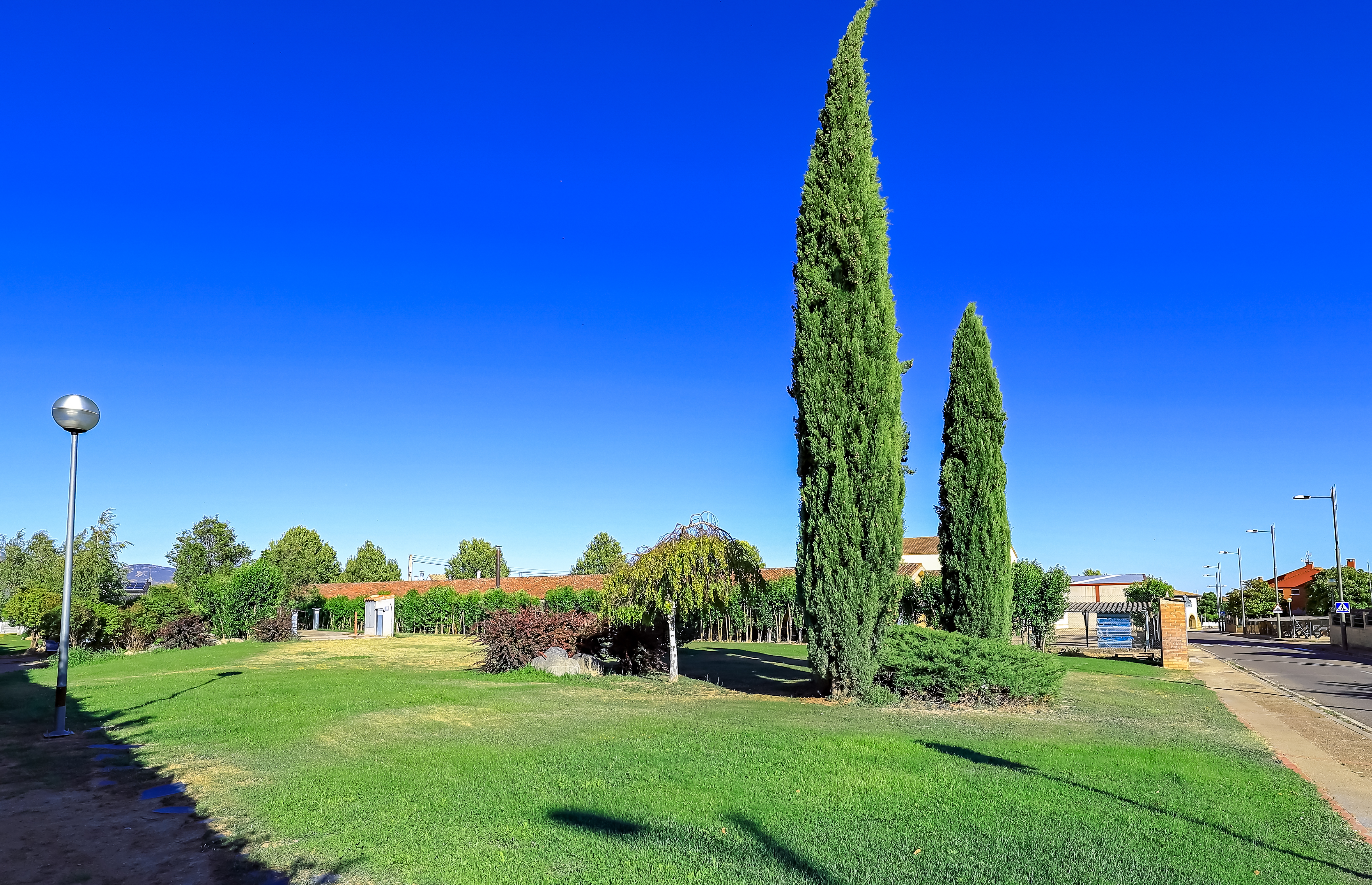
Parque

Situada junto al río Isuela, en la llanura que se interna hasta la Sierra del Gratal.

### Localidades limítrofes
Chimillas y Yéqueda.

## Historia
Durante la Guerra Civil sufrió una gran destrucción, siendo reconstruida por la institución Regiones Devastadas.

## Administración y política
| Período   | Alcalde            | Partido |  |
| --------- | ------------------ | ------- |  |
|           |                    |         |  |
| 1979-1983 | Ángel Gracia Banzo | UCD     |  |
| 1987-1991 |                    |         |  |
| 1991-1995 |                    |         |  |
| 1995-1999 |                    |         |  |
| 1999-2003 |                    |         |  |
| 2003-2007 | Ángel Gracia Banzo | PP      |  |
| 2007-2011 | Ángel Gracia Banzo | PP      |  |
| 2011-2015 | Ángel Gracia Banzo | PP      |  |
| 2015-2019 | Ángel Gracia Banzo | PP      |  |
| 2019-2027 | Antonio Boné       | PP      |  |

| Partido político    | Partido político                                   | 2003   | 2007   | 2011   | 2015   |
| Partido político    | Partido político                                   | Ediles | Ediles | Ediles | Ediles |
|                     | Partido Popular de Aragón (PP)                     | 5      | 5      | 4      | 4      |
|                     | Partido de los Socialistas de Aragón (PSOE-Aragón) | —      | —      | 3      | 3      |
|                     | Chunta Aragonesista (CHA)                          | 0      | 0      | —      | —      |
|                     | Partido Aragonés (PAR)                             | —      | 0      | —      | —      |
| Total de concejales | Total de concejales                                | 5      | 5      | 7      | 7      |

## Demografía
Banastás cuenta con una población de 328 habitantes (INE 2024).
| Gráfica de evolución demográfica de Banastás entre 1842 y 2021                                                      |
| |
| Población de derecho según los censos de población del INE Población de hecho según los censos de población del INE |

## Economía

### Evolución de la deuda viva municipal
| Gráfica de evolución de Deuda viva del Ayuntamiento de Banastás entre 2008 y 2019                                |
| |
| Deuda viva del Ayuntamiento de Banastás en miles de Euros según datos del Ministerio de Hacienda y Ad. Públicas. |

## Cultura

### Patrimonio
- Iglesia parroquial de San Andrés.

### Deporte
Desde el año 1993 a escasos 300 m de Banastás se encuentran las instalaciones del Club Automodelismo Banastás.
Una asociación dedicada al modelismo de radiocontrol con 30 socios que organiza pruebas de carácter regional y nacional.

### Fiestas
- Día 28 de mayo en honor a Santa Baldesca.
- Día 8 de diciembre, la Inmaculada Concepción.